# SMS Friedrich der Große (1911)

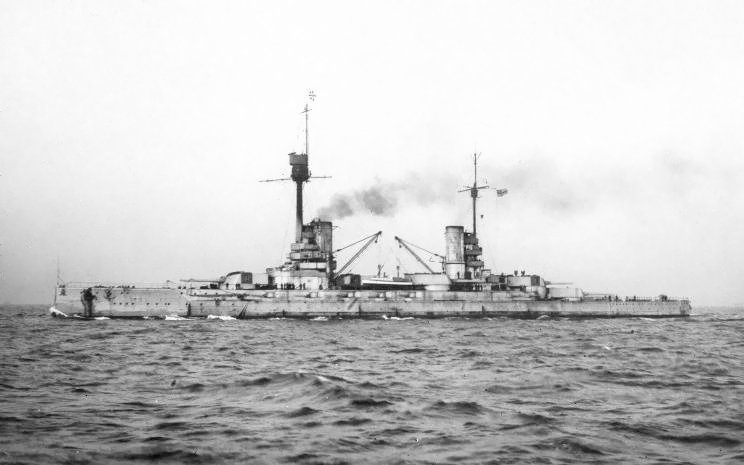
SMS Friedrich der Grosse

SMS Friedrich der Große (1911) was een slagschip in de Duitse Kaiser-klasse en is gebouwd vóór de Eerste Wereldoorlog. Het deed tijdens die oorlog dienst bij de Hochseeflotte van de Kaiserliche Marine.

## In de vaart
SMS Friedrich der Große was het tweede van vijf slagschepen in de Kaiser-klasse. Het schip werd gebouwd door firma Vulcan bij Stettin, toen in West-Pommeren, nu in Polen. 
Het werd te water gelaten op 10 juni 1911 en in dienst genomen op 15 oktober 1912. De Friedrich der Große werd vernoemd naar Koning Frederik II van Pruisen, meer bekend als Frederik de Grote. 

## Slag bij Jutland
Het schip werd samen met de zusterschepen toegewezen aan het 3e slagschip-eskader. Het diende tot 14 maart 1917 als vlaggenschip van de Hochseeflotte en nam in 1914 en 1915 deel aan een aantal operaties. In 1916 was het slagschip betrokken bij de enorme Zeeslag bij Jutland, een poging om de blokkade door de Engelsen van de Duitse havens te breken. Het was ingedeeld in het 1e gevechts-eskader onder bevel van admiraal Reinhard Scheer. De Duitsers brachten de Engelse vloot zware schade toe, maar moesten naar hun eigen havens terug vluchten onder de getalsmatige overmacht van de Engelsen. De Duitse vloot verliet vanwege deze blokkade de eigen havens maar zelden, zodat het schip in de latere diensttijd alleen vrij rustige zeetochten deed, met af en toe een cruisevaart in de Noordzee, een aantal operaties in de Oostzee in 1917, en een laatste mislukte uitval in 1918 naar Stavanger in Noorwegen.

## Gezonken
Na de wapenstilstand aan het einde van de Eerste Wereldoorlog werd de Friedrich der Große samen met de andere 73 overgebleven schepen van de Hochseeflotte opgebracht naar de Britse basis Scapa Flow, in een baai van de Orkney-eilanden. 
Daar bracht de eigen bemanning het schip op 21 juni 1919 tot zinken, op bevel van de Duitse bevelhebber Ludwig von Reuter, om het uit handen te houden van de geallieerde strijdmachten. Tegelijk werden daar 52 andere opgebrachte schepen van de Duitse vloot door hun eigen bemanning tot zinken gebracht. In 1937 werd het wrak gelicht en tot schroot gemaakt. De andere vier slagschepen uit de Kaiser-klasse werden eveneens geborgen en tussen 1929 en 1937 verschroot in Rosyth.

## SMS Friedrich der Große (1911)
- Naamgenoot: Koning Frederick II van Pruisen
- Bouwer: AG Vulcan, Stettin
- Gepland bouw: 26 januari 1910
- Te water gelaten: 10 juni 1911
- In dienst gesteld: 15 oktober 1912
- Verloren gegaan: Vernietigd in Scapa Flow op 21 juni 1919

### Algemene kenmerken
- Klasse en type: Kaiser-klasse slagschip
- Waterverplaatsing: 24.724 ton (ontworpen) / 27.000 ton (maximaal)
- Lengte: 172,40 m (568,92 voet)
- Breedte: 29 m (95,7 voet)
- Diepgang: 9,10 m (30 voet)
- Aandrijving: 3 AEG-Curtiss stoomturbines, 42.181 pk, 3 schroeven van 3,75 m diameter
- Snelheid: 22 knopen (40,7 km/h)
- Reikwijdte: 7.900 zeemijl (14.630 km) aan 12 knopen (22 km/h)
- Bemanning: 41 officieren en 1.043 matrozen

### Bewapening
- 10 x 305 mm (12") /50 kaliber in 5 dubbele torentjes
- 14 x 150 mm (5,9") /45 kaliber in alleenstaande openslaande kanonvensters
- 12 x 88 mm (3,5") /45 kaliber-snelvuur, anti-torpedoboot/anti-vliegtuig in alleenstaande snelvuurmonden
- 5 x 50 cm (20-inch) onderwatertorpedobuizen